# دهستان کوشک قاضی
دهستان کوشک قاضی نام دهستانی در بخش مرکزی شهرستان فسا، استان فارس در ایران است. قدمت این منطقه به دور هخامنشیان بر می گردد

## جمعیت
جمعیت این دهستان براساس سرشماری مرکز آمار ایران در سال ۱۳۹۵، جمعیت آن ۱۱،۷۹۳ نفر (۳۳۳۸خانوار) بوده‌است.

## گالری تصویر

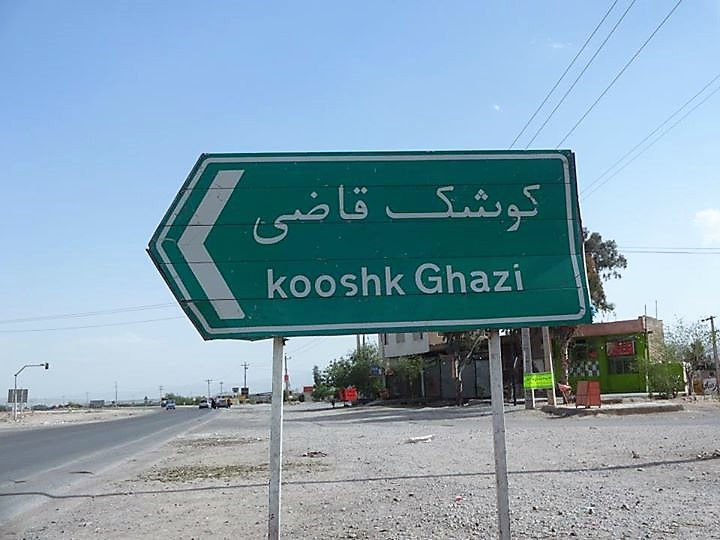

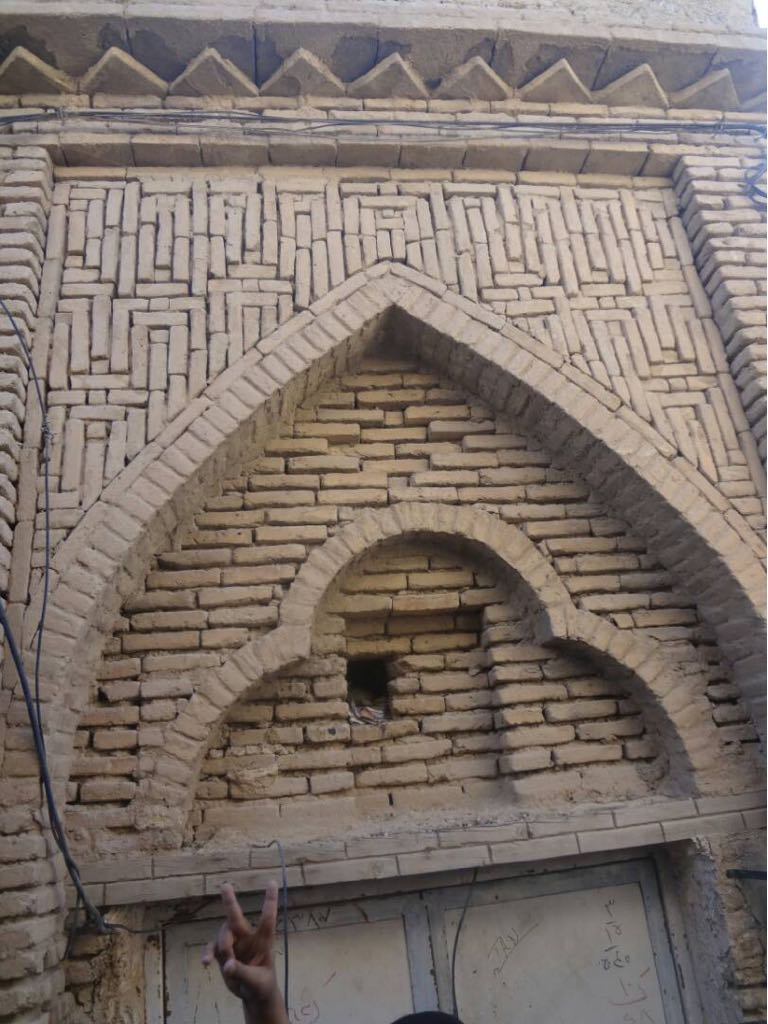
Sardar e Mehmansara

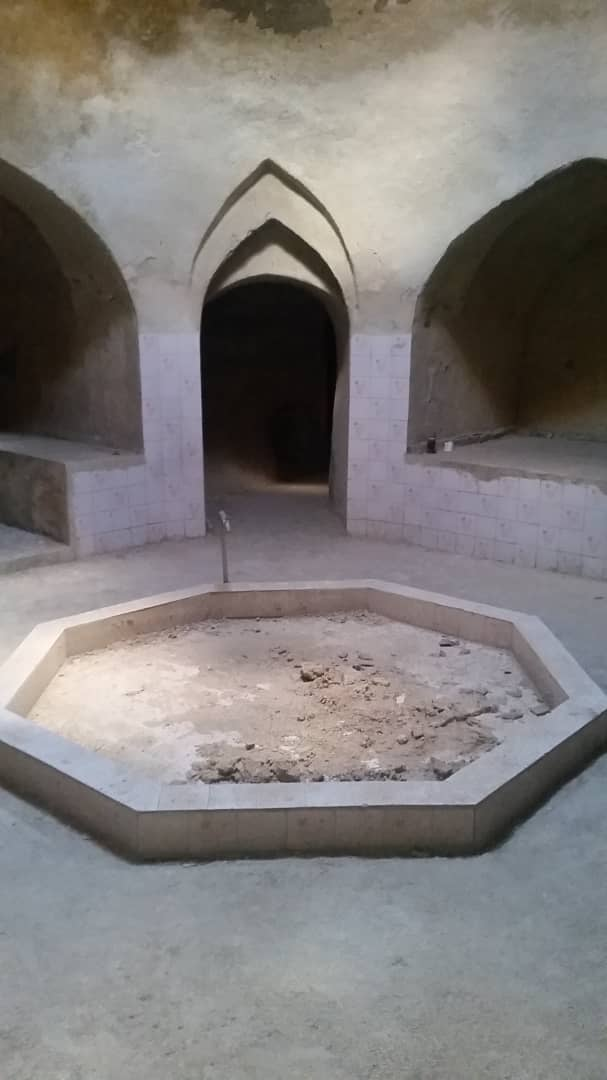
حوض سر بینه حمام کوشک قاضی

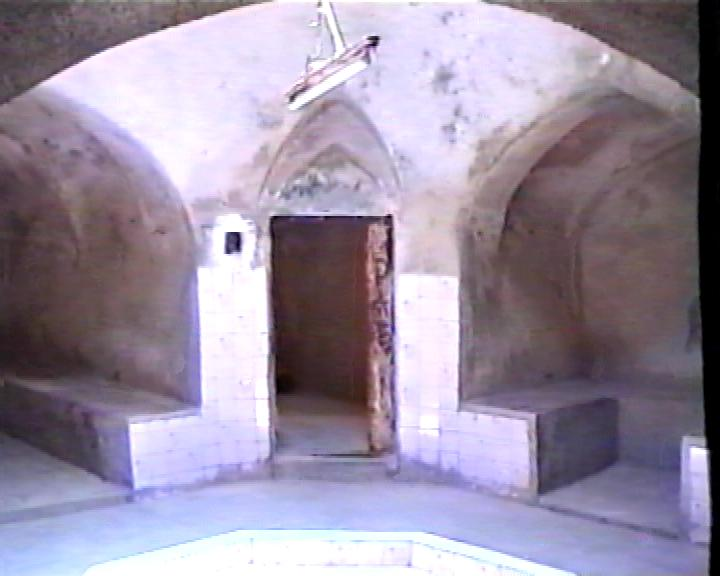
حمام کوشکقاضی

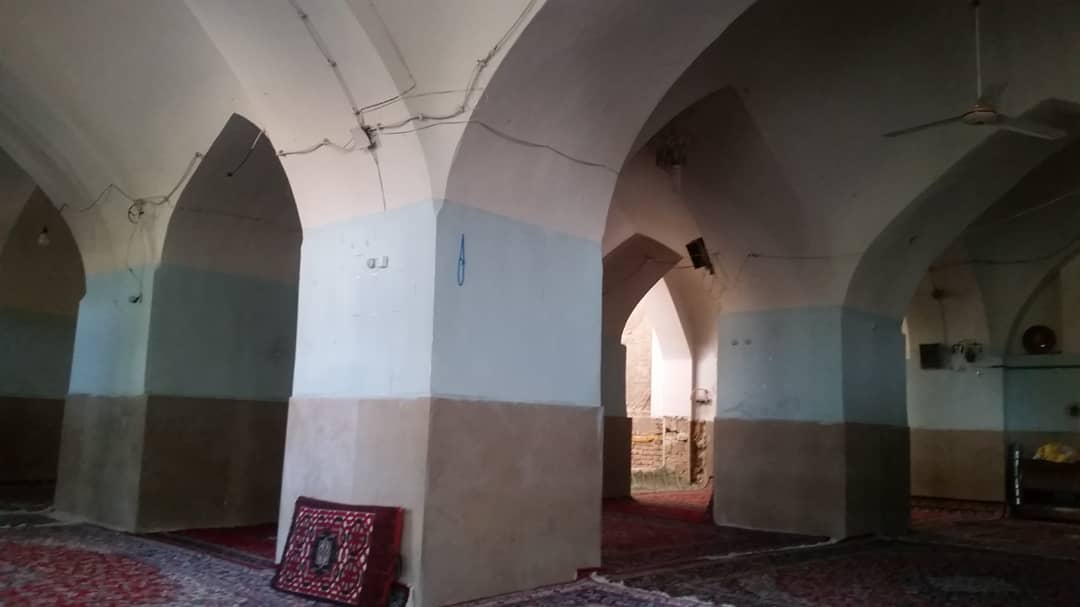
مسجد جامع کوشک قاضی

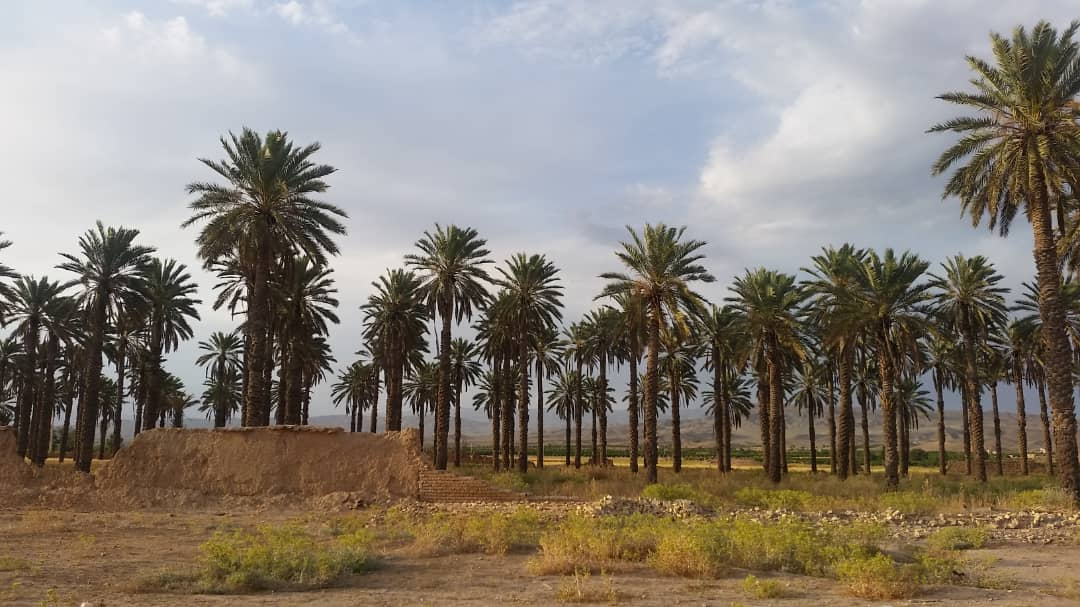
Rahmatabad kooshkghazi

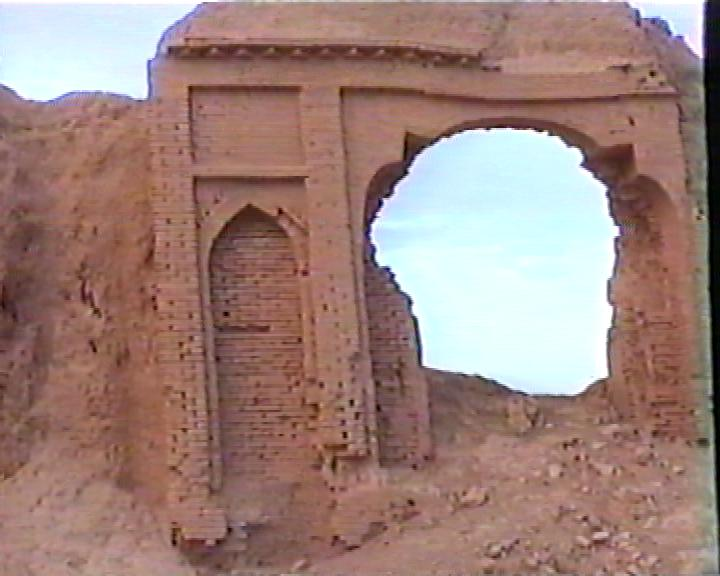
قلعه رحمت آباد کوشک قاضی

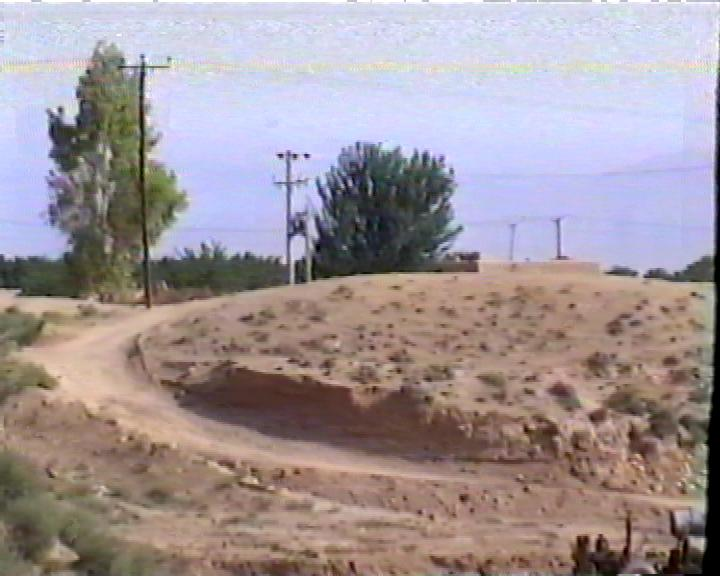
تل معروف به تل نخودی کوشک قاضی

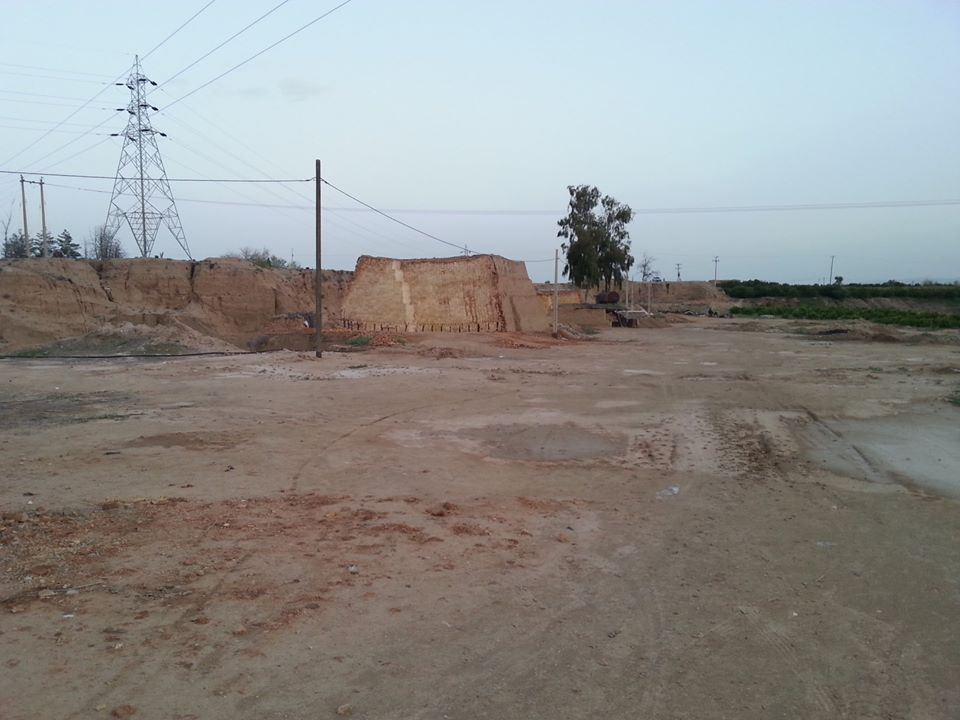
کوره های آجرپزی کوشک قاضی

## مناطق مسکونی
- تنگ کرم
- چشمه باغی
- شهرستان
- سنگبری وهب
- سنگبری فیروزه نما
- شرکت پانل
- مجتمع صنعتی
- مجتمع
- مزارع کارکنان دادگستری
- جعفرابادبیست وپنج چاهی
- اب گرم
- اب نارک
- اکبرابادسردشت
- برمشاد
- بنه رز
- پاسگاه ژاندارمری پوزه زرجان
- تنگ سیمی (این تنگ چون در زمان قدیم محل عبور سیم تلگراف و تلفن بوده به تنگ سیمی معروف است و تنگ سیمین غلط است)
- چاه بنه
- چاه پهن
- چاه دولت
- صلو
- قهوه‌خانه زرجان
- کارخانه قیراطلس جنوب
- کوشک بانیان
- ماسه شویی جوکار
- مزرعه زرجان
- زیتونک
- مزرعه هارونک
- کارخانه سنگ مرمرسب
- تلمبه دستانی
- تلمبه حمایت از زندانیان
- کارخانه ذرت خشک کنی
- پادگان سپاه
- خوابگاه دانشگاه ازاداسلامی
- ریسندگی و پشم ریسی زرین نخ
- سنگ‌شکن شهرداری
- اردوگاه چندمنظوره هلال احمر
- مرکزاموزش فنی حرفه ای
- تأمین اب آشامیدنی شهرک الزهرا
- گاوداری شکوهی
- شهردانشگاهی دانشگاه ازاداسلامی
- شرکت تعاونی ۵۵۵فسا
- تلمبه دویست هکتاری دانشگاه ازاداسلام
- معدن سنگ آهک زیتونک
- دامداری ابراهیمی
- مرغداری رحیمی
- ساختمان اداره زندان فسا
- کارگاه‌های بین جاده ای فسا
- بانیان
- دشت احمد
- کارگاه‌های بین راهی جاده فسا زاهدشهر
- خیراباد
- روستای کوشک قاضی
- حسین ابادهارم
- رحمت آباد
- عماداباد
- کته نو
- کهنکویه
- نوراباد
- هارم
- شصتگان
- فرودگاه فسا
- سلامت آباد
- جعفراباد
- باغ دکترمنصورزاهدی
- دامداری محمدفیروزی
- رضااباد
- تیرچه بلوک اکبرزاده
- تیرچه بلوک ایادگستر
- کارخانه سنگبری